# Joey Miyashima
Joey Miyashima (18 de novembro de 1957) é um ator de televisão e cinema dos Estados Unidos da América.